# Tomayate
Tomayate es un sitio paleontológico ubicado a las orillas del río del mismo nombre en el Municipio de Apopa, Departamento de San Salvador, El Salvador. El sitio ha producido abundantes fósiles de megafauna pertenecientes a la época Pleistoceno.

## Historia
El sitio paleontológico fue descubierto de manera accidental en el año 2000 por Teófilo Reyes Chavarría, quien al caminar a la orilla del río notó un objeto semi enterrado parecido a un enorme diente. Don Teófilo reportó este hallazgo a las autoridades unos meses después y el objeto encontrado resultó ser un molar del proboscidio Cuvieronius. En el año siguiente se inició una excavación a cargo del Museo de Historia Natural de El Salvador, la cual reveló no sólo varios restos de Cuvieronius si no de varias otras especies de vertebrados.

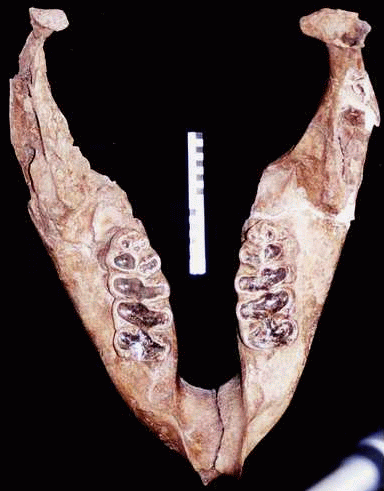
Mandíbula del proboscidio Cuvieronius encontrada en el Tomayate. La escala mide 20 cm

## Características del sitio

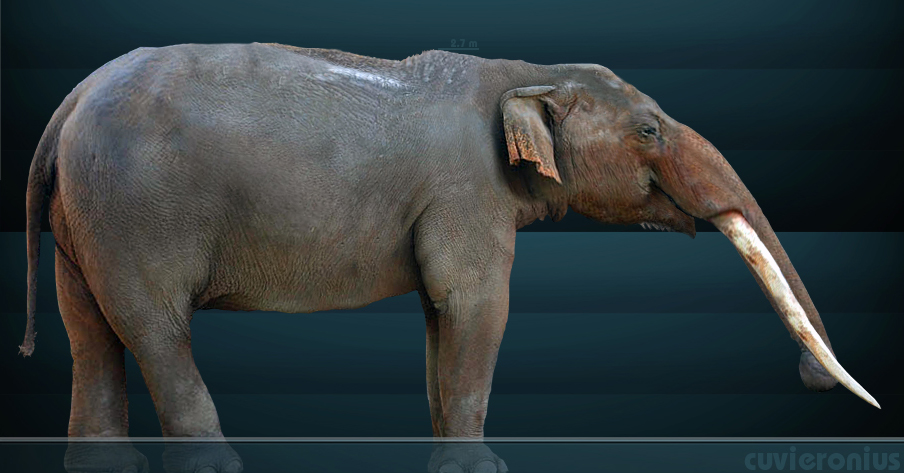
Reconstrucción de un proboscidio del género Cuvieronius

En el yacimiento se han recuperado fósiles de por lo menos 19 especies de vertebrados, entre las que se incluyen tortugas gigantes, aves, megaterios, gliptodontes, toxodontes, caballos extintos, un carnívoro indeterminado afín al lobo, llamas y especialmente un gran número de restos óseos de proboscidios del género Cuvieronius que es un proboscideo cuyos restos han sido encontrados desde el sur de Estados Unidos hasta los Andes Bolivianos, y en muchas localidades centroamericanas (género es conocido popularmente como el «mastodonte de los Andes»). En el Tomayate también se han obtenido abundantes fósiles de polen y madera, los cuales aún se encuentran en estudio. Es notable la ausencia de restos de pequeños vertebrados, a excepción de restos del roedor Sylvilagus, tan comunes en otros yacimientos pleistocenos del continente.
Por medio de la correlación de sus especies con otras presentes en sitios de Norteamérica, se ha estimado una datación en el Pleistoceno Temprano para Tomayate (entre 0,5 y 1,8 millones de años de antigüedad), específicamente en la edad NALMA Irvingtoniense temprano, debido a la presencia del género de camélido Hemiauchenia y de la especie de gliptodonte Glyptotherium texanum. De esta manera, Tomayate podría ser contemporáneo con Sisimico, otra importante localidad paleontológica de El Salvador donde también se han encontrado megaterios, toxodontes y proboscidios.

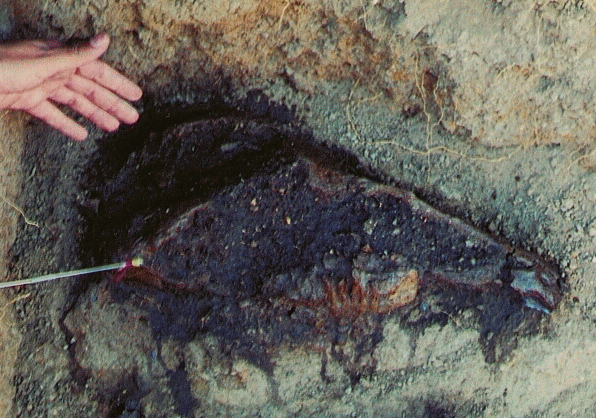
Fósil in situ de un cráneo de caballo en Tomayate.

Investigaciones posteriores, describieron restos del género de oso Arctotherium y la especie de lobo-hiena Borophagus hilli de la edad NALMA Blanquense del Plioceno (descritos por Soibelzon, Leopoldo et al. 2008); de la especie de proboscideo Mammuthus columbi (el mammut colombino) de la edad NALMA Rancholabreaense del Pleistoceno Superior o Tardío (descrito por Laurito, César y Aguilar, Daniel 2006); y de la especie de armadillo gigante Holmesina septentrionalis fechado para el NALMA Blanquense Tardío o el Irvingtoniense Temprano (descrito por Aguilar, Daniel y Laurito César 2009).

## Tafonomía
Los vertebrados del Tomayate se encuentran en general en estado desarticulado o semidesarticulado lo que indica que los animales ya estaban muertos y habían permanecido algún tiempo expuestos a la intemperie antes de ser cubiertos por una espesa capa de sedimento. Algunos huesos muestran incluso señales de mordeduras de depredadores (por carnívoros y cocodrilos).
El sitio muestra evidencias de que el evento responsable del soterramiento de esta gran acumulación de huesos fue súbito y el sedimento habría sido llevado por una tormenta tropical o un deslave de tierra.

## Taxones identificados
Son numerosos los taxones identificados en el yacimiento:
Plantas
- Compositae indet.
- Hibiscus sp.
- Quercus sp.
- Alnus sp.

Tortugas
- Hesperotestudo crassiscutata
- Kinosternon sp.
- Emydidae indet.

Cocodrilos
- Crocodylus acutus

Aves
- cf. Anser sp.

Xenantros
- Glyptotherium arizonae (= Glyptotherium texanum)
- Propraopus sp.
- Holmesina septentrionalis
- Megalonyx sp.
- Eremotherium sp.

Lagomorfos
- Sylvilagus cf. floridanus

Carnívoros
- aff. Canis
- cf. Arctotherium
- Borophagus sp.

Toxodontes
- Mixotoxodon larensis

Proboscidios
- Cuvieronius tropicus
- Mammuthus columbi

Caballos
- Equus conversidens

Ciervos
- Mazama sp.
- Odocoileus cf. virginianus

Camélidos
- Hemiauchenia cf. seymourensis
- Palaeolama sp.

## Importancia
Tomayate sobresale entre la mayoría de yacimientos pleistocénicos centroamericanos por ser más antiguo y mucho más rico, por lo cual brinda información valiosa sobre el gran intercambio faunístico americano, en el cual el istmo centroamericano jugó el papel principal. A la vez, es considerado el sitio paleontológico de vertebrados más rico de Centroamérica y una de las mayores acumulaciones de proboscidios en América. Otros yacimientos de proboscidios en el continente comparables en riqueza al Tomayate son Águas do Araxá en Brasil, Tarija en Bolivia y el parque nacional de Mammoth Cave en Estados Unidos.